# George Ezra

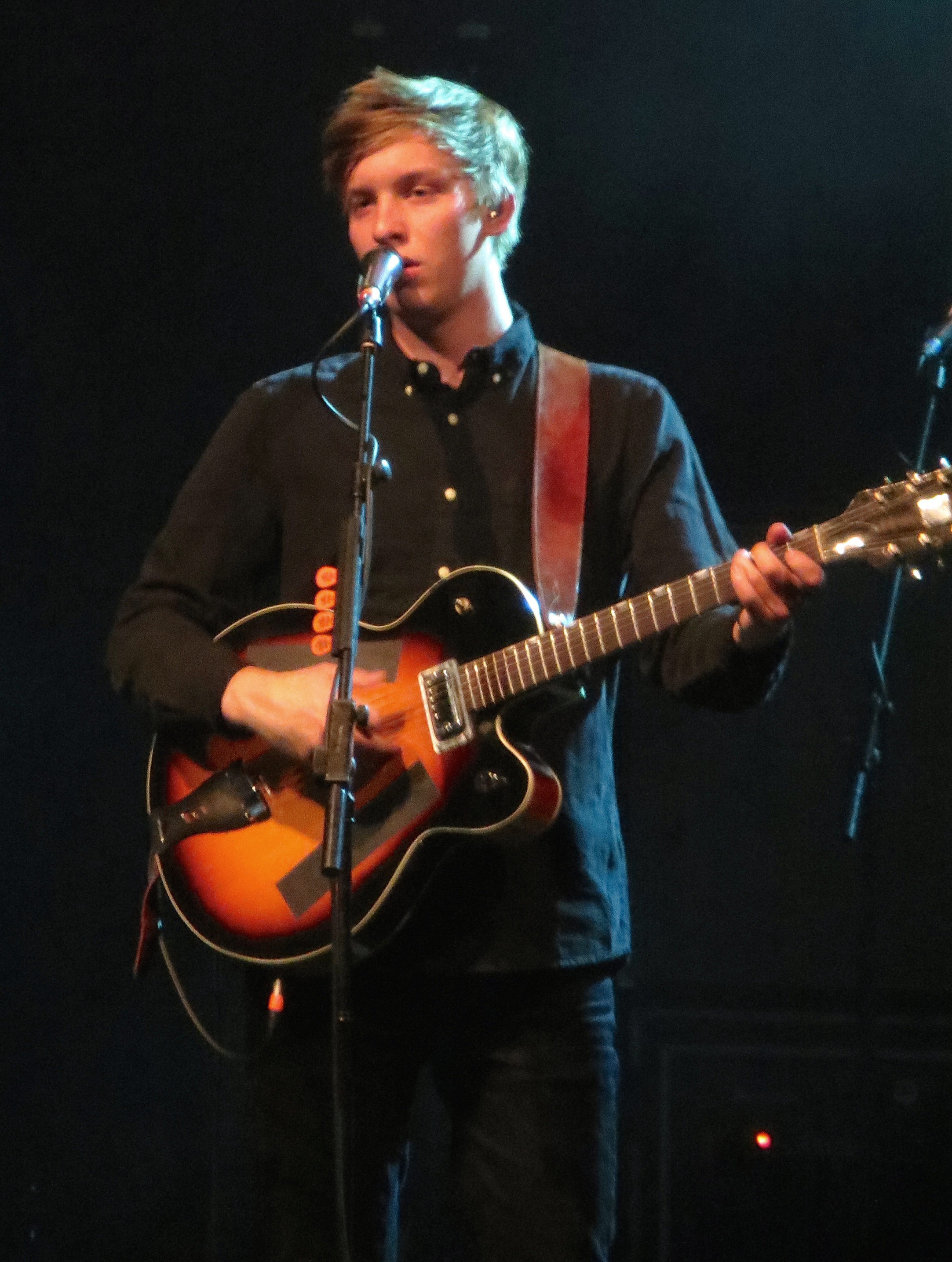
George Ezra (2015)

George Ezra Barnett (* 7. Juni 1993 in Hertford) ist ein britischer Singer-Songwriter.

## Biografie
George Ezra wurde 1993 im englischen Hertford als Sohn eines Kunstlehrers und einer stellvertretenden Schulleiterin geboren. Er hat eine ältere Schwester, die ihn bei seinem Karrierestart unterstützte, und einen jüngeren Bruder, der als Ten Tonnes ebenfalls als Singer-Songwriter arbeitet.
Sein Bühnendebüt hatte er im Alter von 13 Jahren in einer Coverband. In Bristol studierte er ein Jahr am Institute of Modern Music, brach dann aber ab. Aus dieser Zeit stammt auch die Narbe auf seiner Stirn. Mit 18 Jahren begann er eine Musikkarriere. Schon in jungen Jahren fiel er wegen seiner rauen  Stimme auf, die stark an afroamerikanische Blues-Sänger erinnert. Sein bei BBC Introducing im Frühjahr 2012 hochgeladenes Lied Angry Hill wurde von BBC Bristol ausgewählt und gespielt. Im Jahr darauf trat er beim Glastonbury-Festival auf. Seine erste EP Did You Hear the Rain? veröffentlichte Ezra im November 2013. Der Song Budapest daraus schaffte es in den britischen Charts auf Platz 68. In der BBC-Prognose Sound of 2014, die den Durchbruch eines Künstlers im folgenden Jahr vorhersagt, wurde er auf Platz fünf gesetzt.
Anfang 2014 ging Ezra auf Tour durch England und Europa und absolvierte dabei auch Auftritte in Deutschland und der Schweiz. Im Januar und Februar konnte sich Budapest in Italien und Benelux in den Top Ten platzieren, im März kam es auch in den deutschsprachigen Ländern in die Charts und stieg bis Ende April in die Top Ten. In Österreich erreichte das Lied Platz eins. In Deutschland und Österreich erzielte Ezra Gold-Status. Erst nachdem das Lied auf dem Kontinent erfolgreich gewesen war, stieg es in Großbritannien erneut in die Charts ein und schaffte es diesmal auf Platz 3.
Gleichzeitig erschien das Debütalbum Wanted on Voyage, das ebenfalls auf Platz 3 der UK-Charts einstieg und die Top-10 der deutschsprachigen Länder erreichte. Mit zweimonatiger Verzögerung rückte es in Großbritannien bis auf Platz eins vor. Manuel Berger schrieb über das Album auf laut.de, auf Albumlänge überrasche er dann aber doch mit Vielseitigkeit und er habe es tatsächlich verdient, Singer-Songwriter genannt zu werden – ganz ohne Gänsefüßchen.

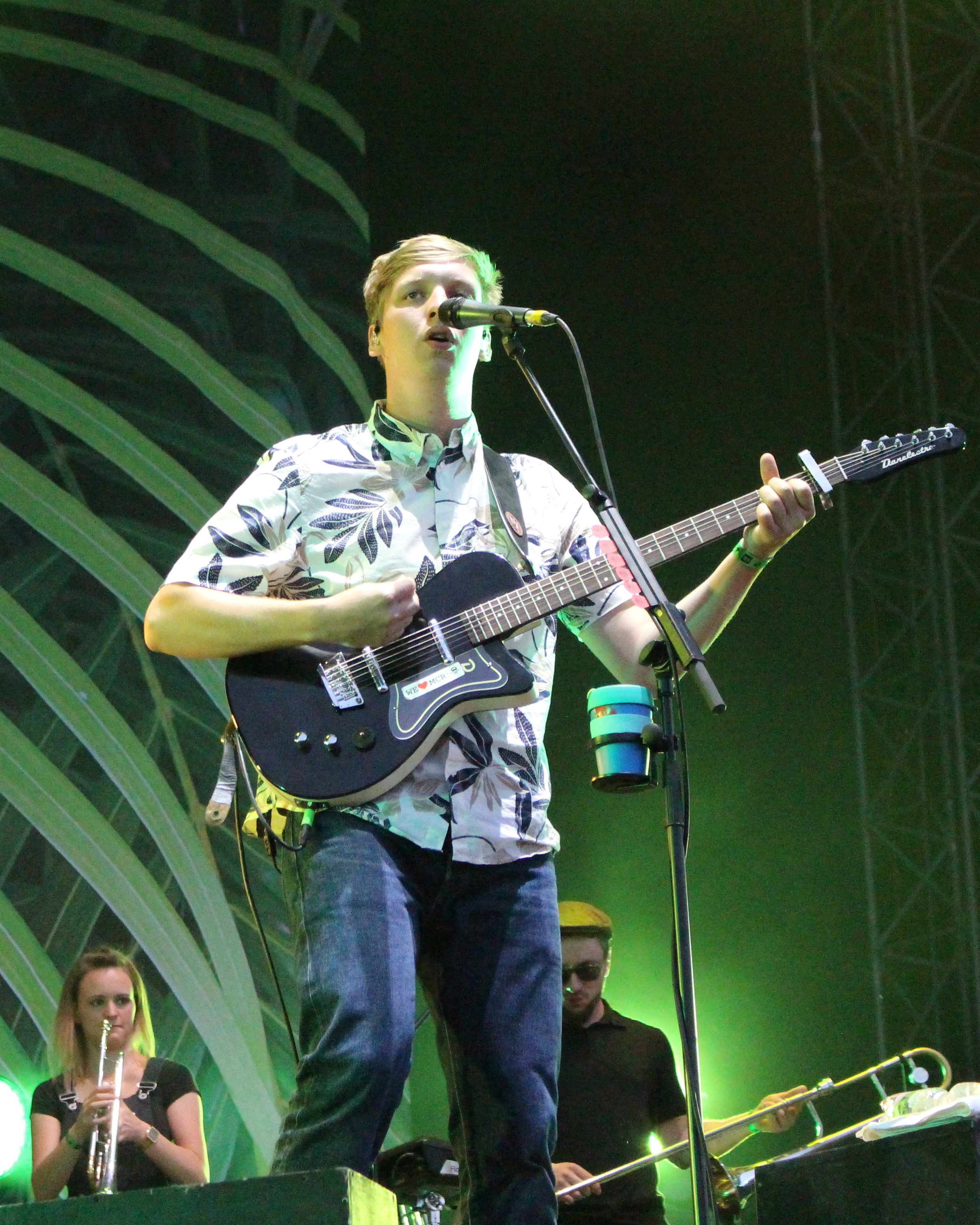
George Ezra (2017)

Im Juni 2017 erschien das Lied Don’t Matter Now als erste Single-Auskopplung seines kommenden Studioalbums. Zwar konnte es kommerziell nicht an den Erfolg von Blame It on Me anschließen, dennoch erfreute es sich im Airplay sehr großer Beliebtheit. Für 200.000 verkaufte Einheiten wurde er für den Song im Vereinigten Königreich mit einer silbernen Schallplatte ausgezeichnet. In einem Interview mit dem NME Magazine erzählte er, dass er das Lied bereits Ende 2015 geschrieben hatte. Der Beziehung mit seiner Freundin widmete er den im Januar 2018 erschienenen Song Paradise, der sich im Laufe des Frühjahrs 2018 zu einem Erfolg entwickelte. Unter anderem in Österreich und Irland rückte der Track bis in die Top-10 vor und erreichte in Großbritannien und Schottland Platz zwei und Platz eins. In Deutschland wurde die Single mit einer goldenen Schallplatte ausgezeichnet.
Im März 2018 erschienen Hold My Girl und Pretty Shining People als Promo-Singles. Beide erreichten in Großbritannien und Irland die Singlecharts. Ende des Monats veröffentlichte Ezra sein zweites Studioalbum Staying at Tamara’s. Über dieses schrieb Henrike Möller in ihrer Plattenkritik im tip: „George Ezra gibt zwar zu, nach wie vor Paul Simons Graceland nachzueifern, sein vollmundiger Country-Western-Folk-Rock hat aber an tanzbaren, leichtlebigen und verspielten Nuancen dazugewonnen, die gut mit dem kindlichen Eskapismus harmonieren, von dem seine Texte handeln.“ Mit dem Album landete er erneut an der Spitze der britischen Charts. Mit Top-10-Positionen in einer Reihe weiterer Länder schloss Staying at Tamara’s an den Erfolg seines Debütalbums an.
Im Mai 2018 erschien mit Shotgun die dritte Single-Auskopplung aus seinem Album. Er gab an, die Idee für die Grundzüge des Liedes auf dem Montjuïc in Barcelona bekommen zu haben. Er nahm sich dort eine Auszeit, um dem Druck bei den Albumarbeiten zu entfliehen. Mit rund zwei Millionen verkauften Einheiten innerhalb eines dreiviertel Jahres entwickelte sich der Song zu einem seiner erfolgreichsten Tonträger. Dazu kam ein steigender Airplay-Erfolg im Laufe des Spätsommers 2018.
Als vierte Single aus Staying at Tamara’s wurde die Ballade Hold My Girl ausgekoppelt, die bereits als Promo-Single erschienen war. Das Lied schloss im Vereinigten Königreich an den Erfolg des Vorgängers an. Eine Remix-Version des dänischen DJ und Produzenten Martin Jensen folgte als Einzeltrack auf verschiedenen Download- und Streaming-Plattformen. Diese machte nachträglich auf den Song aufmerksam, woraufhin er auch von deutschen Radiosendern in ihre Programme aufgenommen wurde.
Im Jahr 2021 veröffentlichte Ezra unter dem Titel Come Home For Christmas eine Coverversion des Weihnachtstitels Please Come Home For Christmas, welcher von Charles Brown im Jahr 1960 geschrieben und erstmals im selben Jahr veröffentlicht wurde. Ezra veröffentlichte diesen Titel als Amazon Original. Come Home For Christmas konnte die Spitze der Albumcharts noch im selben Jahr erreichen.
Im Jahr 2022 erschien am 28. Januar die erste Single zu Ezras neuem Album Gold Rush Kid, Anyone For You, die Ezra schon während der Corona-Pandemie geschrieben und eingesungen hatte, jedoch erst um ein Jahr verschoben veröffentlicht wurde.
Drei im Februar geplante Release-Konzerte Ezras in Großbritannien (am 27. Februar im Manchester Opera House, am 28. Februar im Edinburgh Kings Theatre und am 2. März im London Palladium) mussten aufgrund einer Windpockenerkrankung verschoben werden, konnten im April jedoch nachgeholt werden.
Am 22. April erschien mit Green Green Grass die zweite Singleauskopplung aus dem neuen Album Gold Rush Kid, das am 10. Juni 2022 erschienen ist.

## Auszeichnungen
- 2019: Brit Award in der Kategorie Bester britischer Solokünstler
- 2019: Goldene Kamera in der Kategorie Beste Musik international

## Diskografie
Studioalben

| Jahr | Titel Musiklabel             | Höchstplatzierung, Gesamtwochen, AuszeichnungChartplatzierungen (Jahr, Titel, Musiklabel, Platzierungen, Wochen, Auszeichnungen, Anmerkungen) | Höchstplatzierung, Gesamtwochen, AuszeichnungChartplatzierungen (Jahr, Titel, Musiklabel, Platzierungen, Wochen, Auszeichnungen, Anmerkungen) | Höchstplatzierung, Gesamtwochen, AuszeichnungChartplatzierungen (Jahr, Titel, Musiklabel, Platzierungen, Wochen, Auszeichnungen, Anmerkungen) | Höchstplatzierung, Gesamtwochen, AuszeichnungChartplatzierungen (Jahr, Titel, Musiklabel, Platzierungen, Wochen, Auszeichnungen, Anmerkungen) | Höchstplatzierung, Gesamtwochen, AuszeichnungChartplatzierungen (Jahr, Titel, Musiklabel, Platzierungen, Wochen, Auszeichnungen, Anmerkungen) | Anmerkungen                                               |
| Jahr | Titel Musiklabel             | DE | AT | CH | UK | US | Anmerkungen                                               |
| ---- | ---------------------------- | --- | --- | --- | --- | --- | --------------------------------------------------------- |
| 2014 | Wanted on Voyage Columbia    | DE8 Gold · (38 Wo.)DE | AT9 (28 Wo.)AT | CH6 Gold · (59 Wo.)CH | UK1 ×5Fünffachplatin · (180 Wo.)UK | US19 Gold · (38 Wo.)US | Erstveröffentlichung: 30. Juni 2014 Verkäufe: + 2.395.000 |
| 2018 | Staying at Tamara’s Columbia | DE10 Gold · (65 Wo.)DE | AT6 (65 Wo.)AT | CH6 (46 Wo.)CH | UK1 ×4Vierfachplatin · (189 Wo.)UK | US68 (1 Wo.)US | Erstveröffentlichung: 23. März 2018 Verkäufe: + 1.515.000 |
| 2022 | Gold Rush Kid Columbia       | DE12 (8 Wo.)DE | AT9 (8 Wo.)AT | CH6 (7 Wo.)CH | UK1 Gold · (39 Wo.)UK | — | Erstveröffentlichung: 10. Juni 2022 Verkäufe: + 107.500   |